# Leo Wu
Wu Lei (chino simplificado= 吴磊, chino tradicional= 吳磊, Shanghái, China, 26 de diciembre de 1999) más conocido como Leo Wu, es un actor chino.

## Biografía
Estudió en la Academia de Cine de Pekín (inglés: "Beijing Film Academy").
Es buen amigo de las actrices chinas Zhang Xueying y Jiang Yiyi, a quienes conoce desde que eran pequeños.

## Carrera
Es miembro de la agencia "Wu Lei Studio".
En China es conocido como el "hermanito de la nación" (inglés: "Nation's Little Brother").
En 2016 se unió al elenco recurrente de la serie The Imperial Doctress donde interpretó al adolescente Zhu Jianshen, el hijo de Zhu Qizhen (Wallace Huo) y la Emperatriz Qian (Li Chengyuan).
El 30 de septiembre del 2017 se unió al elenco de la película S.M.A.R.T. Chase donde dio vida a Dingdong Tang, un miembro del equipo del equipo de recuperación dirigido por Danny Stratton (Orlando Bloom).
El 20 de julio del 2018 se unió al elenco principal de la serie Tomb of the Sea (también conocida como "Sand Sea") donde interpretó a Li Cu, un estudiante ordinario de secundaria que sigue a Wu Xie (Qin Hao) para descubrir la verdad sobre la desaparición de las personas desaparecidas, hasta el final de la serie el 15 de septiembre del mismo año.
El 3 de septiembre del mismo año se unió al elenco principal de la serie Battle Through the Heavens donde dio vida a Xiao Yan, el hijo menor de Xiao Zhan (Rongguang Yu) y Gu Wenxin (Carman Lee), así como el discípulo de Yao Chen (Baron Chen), hasta el final de la serie el 25 de octubre del mismo año.
El 19 del mismo mes se unió al elenco de la serie Nirvana in Fire donde interpretó a Fei Liu.
Ese mismo mes se unió al elenco de la película Shadow (影) donde dio vida a Yang Ping. Su personaje estuvo basado en el general militar Guan Ping.
En abril del 2019 asistió al evento de presentación de su figura de cera en el Madame Tussauds de Hong Kong.
El 9 de febrero del 2020 se unió al elenco principal de la serie Guardians of the Ancient Oath (también conocida como "Chinese Bestiary" y/o "The Classic of Mountains and Seas: The Promise Keepers") donde interpretó a Baili Hongshuo / Murong Chen, hasta el final de la serie el 18 de marzo del mismo año.
El 20 de julio del mismo año se unió al elenco principal de la serie Cross Fire donde dio vida a Lu Xiaobei, hasta el final de la serie el 17 de agosto del mismo año.
El 31 de marzo de 2021 se unió al elenco principal de la serie The Long Ballad (también conocida como "Princess Changge" (长歌行)) donde interpretó a Ashina Sun, un duro general que está dispuesto a dar su vida para proteger a la princesa Li Changge (Dilraba Dilmurat), hasta el final de la serie el 3 de mayo del mismo año.

## Filmografía

### Series de televisión
| Año 2023        | Nothing but you                   | Song San Chuan                           | 38 episodios                 |
| 2022 - presente | Love Like the Galaxy              | Ling Bu Yi                               | [ 17 ] [ 18 ] [ 19 ]         |
| 2022 - presente | Our Times                         | Xiao Chuang                              | [ 20 ]                       |
| 2021            | Faith Makes Great                 | Fang Daceng                              | historia: "Wo Shi Xiao Fang" |
| 2021            | The Long Ballad                   | Ashile Sun                               | 49 episodios                 |
| 2020            | Cross Fire                        | Lu Xiaobei (North)                       | 36 episodios                 |
| 2020            | Shi Cha Ha                        | Xiang Dong                               |                              |
| 2020            | Guardians of the Ancient Oath     | Baili Hongshuo / Murong Chen             | 45 episodios                 |
| 2018            | Battle Through the Heavens        | Xiao Yan                                 | 45 episodios                 |
| 2018            | Tomb of the Sea                   | Li Cu                                    | 52 episodios                 |
| 2017            | Magic Star                        | Zhan Xiongfei                            |                              |
| 2016            | The Whirlwind Girl 2              | Hu Yifeng                                |                              |
| 2016            | The Classic of Mountains And Seas | Shi Peipei                               |                              |
| 2016            | Far Away Love                     | Meng Xiang                               |                              |
| 2016            | The Imperial Doctress             | Zhu Jianshen (de adolescente)            |                              |
| 2015            | The Legend of Qin                 | Zi Ying                                  |                              |
| 2015            | Nirvana in Fire                   | Fei Liu                                  | 45 episodios                 |
| 2016            | The Whirlwind Girl                | Hu Yifeng                                |                              |
| 2015            | Pal Inn                           | Li Xiaoyao / Yi Pin                      |                              |
| 2014            | The Romance of the Condor Heroes  | Yang Guo (de joven)                      |                              |
| 2014            | Stepmother's Spring               | Tiexiong (de joven)                      |                              |
| 2013            | Red Sedan Chair                   | Che Wenxuan (de joven)                   |                              |
| 2013            | Shuo Hao Bu Liu Lei               | Ling Tianyou                             |                              |
| 2013            | The Mother's Heart                | Wang Minghui (de joven) / Wang Tiancheng |                              |
| 2013            | The Victor                        | Chengyi (de joven)                       |                              |
| 2012            | My Mother is an Angel             | Jiang Xiaoqiang                          |                              |
| 2012            | Grandma Loves Me Once Again       | Huang Yingsheng                          |                              |
| 2012            | Little Heroes                     | Zhao Yang (Da Zhang Fu)                  |                              |
| 2011            | The Emperor's Harem               | Wangzhi (de joven)                       |                              |
| 2011            | Family Reunion                    | Liu Shiwen (de joven)                    |                              |
| 2011            | Utopia Office                     | Mu Xingnan                               |                              |
| 2011            | Naughty boy Xiaotiao Ma           | Ma Xiaotiao                              |                              |
| 2011            | Love is a Little Blue             | Mao Mao                                  |                              |
| 2010            | Horizon True Heart                | Xiao Bao                                 |                              |
| 2010            | Blood War                         | Gu Daxin                                 |                              |
| 2010            | Who Knows the Female of the Women | Fu Xi'er                                 |                              |
| 2009            | Mother and Wife                   | Gao Yaozong                              |                              |
| 2009            | Nan Wei Nu Er Hong                | Ding Zhongxing                           |                              |
| 2009            | Home with Aliens                  | Tang Buku                                |                              |
| 2009            | Mysterious House                  | Qiao Wei                                 |                              |
| 2009            | Justice Bao                       | Príncipe Heredero Renzong                |                              |
| 2008            | Spring Goes, Spring Comes         | -                                        |                              |
| 2008            | Xue Zhong Hong                    | Gu Zhihao (de niño) / Gu Zhizhong        |                              |
| 2008            | Chuan Niang Wen Hui               | Jia Yang                                 |                              |
| 2008            | Mother Married for Me             | Wai Kaicheng (de niño) / Hong Jiahui     |                              |
| 2008            | Life and Death                    | Xiao Zhi                                 |                              |
| 2008            | Pretty Pearl                      | Wen Jing                                 |                              |
| 2008            | Ning Wei Nu Ren                   | Si Chen                                  |                              |
| 2008            | Fu Gui Zai Tian                   | Cheng Yan                                |                              |
| 2008            | Pearl Love                        | Majun (de niño)                          |                              |
| 2007            | Shun Niang                        | Chen Jingshui                            |                              |
| 2007            | The Sword and Chess of Death      | Guan Yunbao                              |                              |
| 2007            | Daughter-in-Law's Tears           | Minghui (de niño)                        |                              |
| 2007            | The Legend and the Hero           | Nezha (de niño)                          |                              |
| 2006            | Five Disciples of Master Huang    | Huang Liwei                              |                              |
| 2006            | The Senior General Chen Geng      | Zhi Fei                                  |                              |
| 2006            | Everlasting Regret                | Mao Mao                                  |                              |
| 2006            | The Young Warriors                | Yang Yanzhao (de niño)                   |                              |

### Películas
| Año  | Título                            | Personaje           | Notas                                                                                              |
| ---- | --------------------------------- | ------------------- | -------------------------------------------------------------------------------------------------- |
| 2019 | Adoring                           | Chen Leyun          | junto a Zhang Zifeng, Wallace Chung, Yang Zishan, William Chan, Zhong Chuxi, Li Landi y Tan Jianci |
| 2019 | Zhui Ji                           | -                   | (corto)                                                                                            |
| 2018 | Shadow                            | Yang Ping           | junto a Deng Chao, Sun Li, Zheng Kai, Wang Qianyuan, Hu Jun y Guan Xiaotong                        |
| 2018 | Asura                             | Ruyi                | junto a Carina Lau, Tony Leung Ka-fai, Ming Dao y Zhang Yishang                                    |
| 2017 | Into the Rainbow                  | Xiao Cheng          | junto a Willow Shields, Maria Grazia Cucinotta, Joe Chen, Archie Kao y Tania Nolan                 |
| 2017 | S.M.A.R.T. Chase                  | Dingdong Tang       | junto a Orlando Bloom, Lynn Hung, Hannah Quinlivan, Simon Yam y Jing Liang                         |
| 2010 | Heaven Eternal, Earth Everlasting | Mingyuan (de joven) | |
| 2009 | Shun Shun and Yang Yang           | Yang Yang           | |
| 2009 | Zone of Death                     | Xiao Hu             | |
| 2006 | Legend of Northern Wei            | Tuo Baxun           | |

### Programas de variedades
| Año              | Título                                          | Notas                                          |
| ---------------- | ----------------------------------------------- | ---------------------------------------------- |
| 2015 - 2021      | Happy Camp                                      | 11 episodios - invitado                        |
| 2021             | Marvelous City                                  | miembro                                        |
| 2021             | 奇妙之城                                        | documental                                     |
| 2020             | Young Forever                                   | invitado                                       |
| 2019             | The Inn S3                                      | miembro                                        |
| 2019             | 直通春晚                                        |                                                |
| 2018             | Shake It Up                                     | miembro                                        |
| 2018             | Good Will Hunting (心灵捕手)                    | (ep. #1) - invitado                            |
| 2018             | National Treasure Season 2 (国家宝藏第二季)     | (ep. #7) - invitado                            |
| 2018             | Who's the Keyman? (我是大侦探)                  | (ep. #1-6, 9-12) - miembro                     |
| 2017             | 72 Floors of Mystery (七十二层奇楼)             | 12 episodios - miembro                         |
| 2017             | Who's The Murderer: Season 3 (明星大侦探第三季) | (ep. #0-2) - invitado                          |
| 2017             | Twenty-Four Hours Season 2 (二十四小时第二季)   | 12 episodios - miembro                         |
| 2011, 2015, 2016 | Day Day Up (天天向上)                           | 3 episodios - invitado                         |
| 2016             | Trump Card Season 1 (王牌对王牌第一季)          |                                                |
| 2016             | Twenty-Four Hours Season 1 (二十四小时第一季)   | 12 episodios - miembro                         |
| 2015             | Big Pair of Trump Card (大牌对王牌)             |                                                |
| 2015             | Laugh Out Loud (我们都爱笑)                     | (también conocida como "We All Love To Laugh") |
| 2015             | 优酷全明星                                      |                                                |
| 2015             | Smart 7 (好好学吧)                              | miembro                                        |
| 2012             | Chinese Surnames (知根知底)                     |                                                |
| 2011             | Growing (成长在线)                              |                                                |

### Revistas / sesiones fotográficas
| Año  | Título                       | Notas                                             |
| ---- | ---------------------------- | ------------------------------------------------- |
| 2021 | Men’s Uno China              | (publicación de mayo)                             |
| 2020 | Burberry                     |                                                   |
| 2020 | Men’s Uno China              | (publicación de abril)                            |
| 2020 | L’Officiel Hommes China      | (publicación de febrero)                          |
| 2020 | OK! China                    |                                                   |
| 2019 | Elle Men Fresh - Winter      |                                                   |
| 2019 | VogueMe                      | junto a Céline Bouly - (publicación de diciembre) |
| 2019 | Gucci                        |                                                   |
| 2019 | Madame Figaro China          | (publicación de octubre)                          |
| 2019 | ELLE Man China               | [ 24 ]                                            |
| 2019 | Condé Nast Traveler (悦游)   |                                                   |
| 2019 | Marie Claire China           |                                                   |
| 2018 | NYLON (尼龙)                 |                                                   |
| 2018 | BAZAAR (时尚芭莎)            | junto a Dilraba Dilmurat                          |
| 2018 | Men's Uno (风度)             |                                                   |
| 2018 | L'Officiel Hommes (时装男士) |                                                   |
| 2018 | VogueMe                      |                                                   |
| 2017 | Men's Health                 | (publicación de septiembre)                       |
| -    | CHIC                         |                                                   |
| -    | LEON (男人风尚)              |                                                   |
| -    | So Figaro                    |                                                   |
| -    | OK! (精彩)                   |                                                   |

### Eventos
| Año  | Título                                                              | Notas |
| ---- | ------------------------------------------------------------------- | ----- |
| 2020 | CCTV Spring Festival Gala 2020                                      |       |
| 2019 | Cosmopolitan China - 2019 Cosmo Glam Night                          |       |
| 2019 | 2019 L’Officiel Fashion Night                                       |       |
| 2019 | 我们都是追梦人 —— “五月的鲜花”全国大中学生文艺会演                  |       |
| 2019 | 2019 CCTV Spring Festival Gala (2019年中央广播电视总台春节联欢晚会) |       |
| 2019 | 2019央视元旦晚会                                                    |       |
| 2018 | 春华秋实·2018教师节特别节目                                         |       |

### Endorsos / Anuncios
| Año             | Marca                     | Notas                  |
| --------------- | ------------------------- | ---------------------- |
| 2020            | Armani                    |                        |
| 2020 - presente | Hogan S/S 2020 Collection | (Portavoz de la marca) |
| 2019 - presente | Metersbonwe               | (Portavoz)             |
| 2019            | Michael Kors              | [ 26 ]                 |
| 2018            | New Balance               | [ 27 ]                 |

## Discografía

### Singles
| Año  | Canción | Álbum                                       | Notas |
| ---- | ------- | ------------------------------------------- | --- |
| 2019 | Adore   | Interpretación de la canción para "Adoring" | junto a Zhang Zifeng, Wallace Chung, Yang Zishan, William Chan, Zhong Chuxi, Tan Jianci, Kan Qingzi, Guo Qilin y Li Landi |

### Otras canciones
| Año  | Título | Álbum                                                  | Notas                                                                                            |
| ---- | ------ | ------------------------------------------------------ | ------------------------------------------------------------------------------------------------ |
| 2020 | 战疫   | Lanzado por China Federation of Literary & Art Circles | (Canción y mensajes para apoyar a quienes luchan contra el coronavirus) - junto a otros artistas |

## Premios y nominaciones
| Año  | Categoría                                  | Premio                                              | Trabajo                 | Resultado |
| ---- | ------------------------------------------ | --------------------------------------------------- | ----------------------- | --------- |
| 2019 | Web Drama Views Contribution Award (Actor) | 2018-2019 Golden Data Entertainment Award           | The Tomb of Sea         | Ganó      |
| 2019 | Young Philanthropy Star                    | Next Generation Influencers for Global Philanthropy | -                       | Ganó      |
| 2019 | Super IP Actor                             | China Literature Award Ceremony                     | -                       | Ganó      |
| 2018 | Rising TV Actor                            | 12th Tencent Video Star Award                       | -                       | Ganó      |
| 2018 | Beautiful Young Idol                       | 25th Cosmo Beauty Ceremony                          | -                       | Ganó      |
| 2018 | Generation Breakthrough Award              | L'Officiel Night                                    | -                       | Ganó      |
| 2018 | Popular Actor Award                        | Weibo Movie Awards Ceremony                         | -                       | Ganó      |
| 2017 | Doki Influential Artist of the Year        | 11th Tencent Video Star Award                       | -                       | Ganó      |
| 2017 | Hot Era Reader                             | L'Officiel Fashion Night Influence Award            | -                       | Ganó      |
| 2017 | Most Popular Actor                         | Netease Crossover Award                             | -                       | Ganó      |
| 2016 | Most Talented Idol                         | Youku Young Choice Award                            | -                       | Ganó      |
| 2016 | Rising Artist of the Year                  | 10th Tencent Video Star Award                       | -                       | Ganó      |
| 2016 | Most Appealing Young Actor                 | 8th China TV Drama Award                            | Nirvana in Fire         | Ganó      |
| 2016 | Best Newcomer                              | 19th Huading Award                                  | Nirvana in Fire         | Nominado  |
| 2016 | Best Newcomer of the Year                  | Weibo Night Award                                   | Nirvana in Fire         | Ganó      |
| 2016 | Most Popular TV Idol                       | 16th Top Chinese Music Award                        | -                       | Ganó      |
| 2016 | Top TV Series                              | Domestic TV series Ceremony - Jury Award            | The Whirlwind Girl 2    | Ganó      |
| 2015 | Most Popular Newcomer                      | 4th iQiyi All-Star Carnival                         | -                       | Ganó      |
| 2015 | Most Promising Actor                       | 7th China TV Drama Award                            | -                       | Ganó      |
| 2011 | Best Young Actor                           | 28th Flying Apsaras Award                           | Naughty boy Xiaotiao Ma | Ganó      |